# 台基
台基是東亞傳統建築的基础部分，在地面之上，柱或墙以下。单独时是一个高出地面的台子，与建筑物结合时即为建筑物的底座。台基四面多为砖石砌筑，里面填土，表面铺砖石。
台基主要有两大类：平台式和须弥座。台基可重合构成，为多层台基；连为一体，则组成联体台基；也可加入围护部分，为勾栏台基。

## 组成部分

### 台明
台明为台基在建筑墙外或檐柱外，沿台基四周的室外部分。边沿多由条石砌成。
为了排水，台明一般做成内高外低的泛水，且短于上檐出，防止雨水倒流。台明（下檐出）不足于上檐出的部分称之为“回水”。

### 月台
月台是台基的附属部分，为适应宗教仪轨和人群聚集而产生。高度普遍低于、长度也小于主体建筑的台基。

### 踏跺
踏跺即由一高度至另一高度的阶梯，也叫踏步，俗称台阶。

### 栏杆
栏杆是台基的围护部分。